# Якоб Серенсен
Якоб Серенсен (дан. Jacob Sørensen, нар. 3 березня 1998, Есб'єрг, Данія) — данський футболіст, опорний півзахисник англійського клубу «Норвіч Сіті».

## Ігрова кар'єра

### Клубна
Якоб Серенсен є вихованцем данського клуба «Есб'єрг» зі свого рідного міста. У грудні 2016 року Серенсен дебютував у першій команді у турнірі Суперліги. За результатами сезону 2016/17 «Есб'єрг» видетів з Суперліги але вже наступного сезону Серенсен своєю грою допоміг клубу повернутися в еліту.
Влітку 2020 року Серенсен підписав трирічний контракт з англійським клубом «Норвіч Сіті». У сезоні 2020/21 у складі «Норвіч Сіті» Серенсен виграв турнір Чемпіоншип і 15 липня 2021 року уклав із клубом новий контракт до 2024 року.

### Збірна
З 2018 по 2019 роки Якоб Серенсен провів сім матчів у складі молодіжної збірної Данії.

## Досягнення
Норвіч Сіті
- Переможець Чемпіоншип: 2020/21